# Oxynoe panamensis
Oxynoe panamensis is een slakkensoort uit de familie van de Oxynoidae. De wetenschappelijke naam van de soort is voor het eerst geldig gepubliceerd in 1943 door Pilsbry & Olsson.